# HD 85512
HD 85512 är en ensam stjärna belägen i den norra delen av stjärnbilden Seglet. Den har en skenbar magnitud av ca 7,67 och kräver åtminstone en stark handkikare eller ett mindre teleskop för att kunna observeras. Baserat på parallax enligt Gaia Data Release 2 på ca 88,6 mas, beräknas den befinna sig på ett avstånd på ca 37 ljusår (ca 11 parsek) från solen. Den rör sig närmare solen med en heliocentrisk radialhastighet på ca -10 km/s.

## Egenskaper
HD 85512 är en orange till röd stjärna i huvudserien av spektralklass K6 V. Den har en massa som är ca 0,69 solmassor, en radie som är ca 0,53 solradier och har ca 0,13 gånger solens utstrålning av energi från dess fotosfär vid en effektiv temperatur av ca 4 400 K. Stjärnan har en extremt låg kromosfärisk aktivitet och visar en långsiktig variabilitet.

## Planetsystem

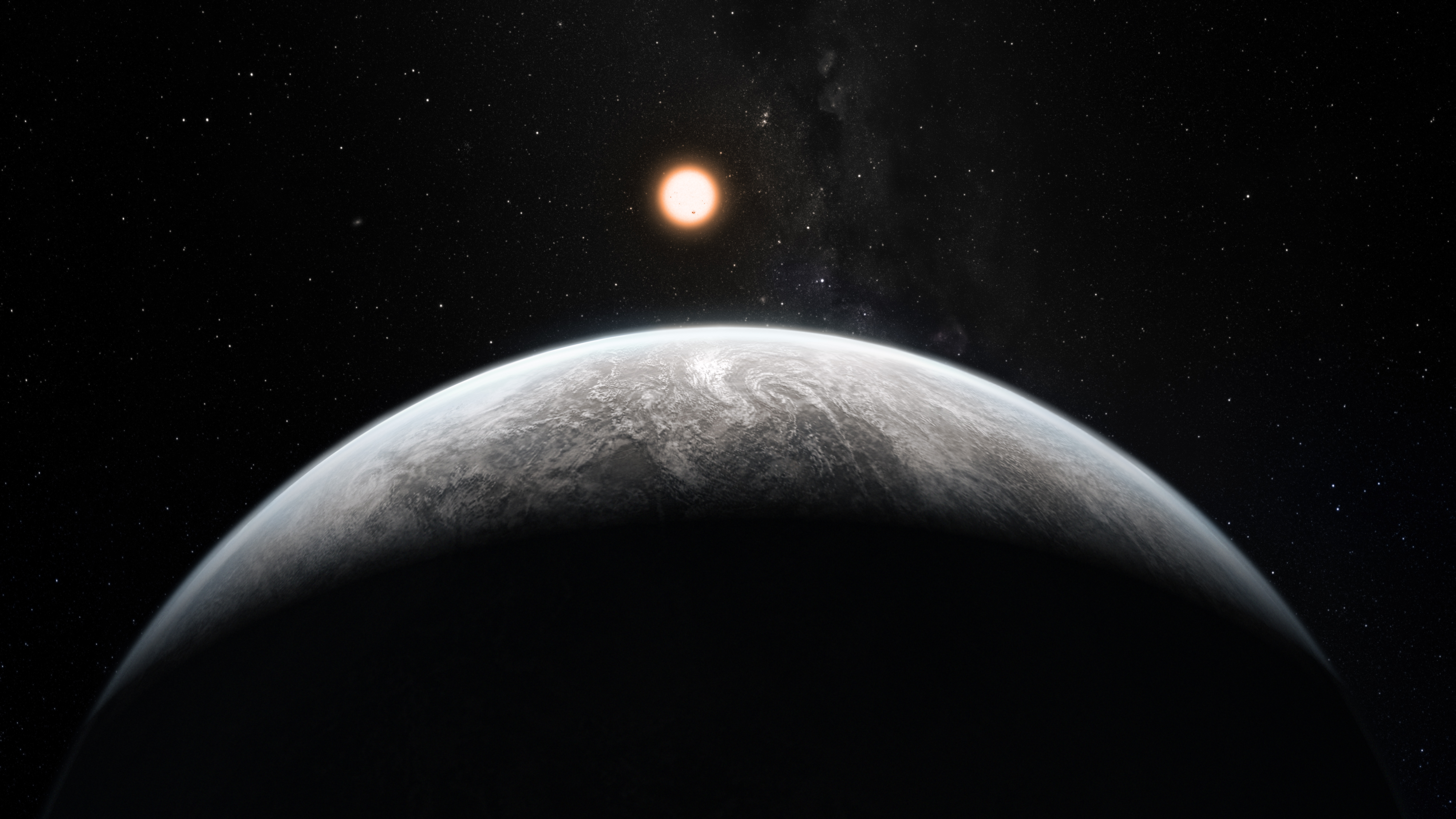
Konstnärens bild av HD 85512 b. Bild: ESO/M. Kornmesser.

I augusti 2011 upptäcktes med hjälp av HARPS en exoplanet med en massa ≥3,6 jordmassa belägen inom den beboeliga zonen, tillsammans med de ”inre” planeterna e (eller 82 G.) Eridani och HR 7722 c i Capricornus. Planeten kan vara tillräckligt sval för att vara värd för flytande vatten om den har mer än 50 procent molntäckning. Under en tid rankades den som det femte bästa för beboelighet i Habitable Exoplanets Catalog, som dock senare listat den under kategorin ”falska förväntningar” som "för varm".
| Planet | Massa     | Halv storaxel (AE) | Siderisk omloppstid (d) | Excentricitet | Inklination | Radie |
| ------ | --------- | ------------------ | ----------------------- | ------------- | ----------- | ----- |
| b      | ≥3,6 ± M⊕ | 0,26 ± 0,05        | 58,43 ± 0,13            | 0,11 ± 0,1    | -           | -     |